# Cheiracanthium elegans
Cheiracanthium elegans là một loài nhện trong họ Miturgidae.
Loài này thuộc chi Cheiracanthium. Cheiracanthium elegans được Tord Tamerlan Teodor Thorell miêu tả năm 1875.